# Farnborough
Farnborough es una localidad situada en el condado de Hampshire, en Inglaterra (Reino Unido), con una población estimada a mediados de 2016 de 66 970 habitantes.
Se encuentra ubicada al suroeste de la región Sudeste de Inglaterra, cerca de la ciudad de Winchester —la capital del condado—, de la costa del canal de la Mancha, de la frontera con la región Sudoeste de Inglaterra y al suroeste de Londres.

## Historia
Cambios de nombre: Ferneberga (siglo XI); Farnburghe, Farenberg (siglo XIII); Farnborowe, Fremborough, Farneborough (siglo XVI).

## Tower Hill
Tower Hill, Cove: Existe evidencia sustancial  que hace muchos años existió una gran acumulación de piedras Sarsen sobre lo que más tarde se conoció como Tower Hill .

## Abadía de Farnborough
En la ciudad se encuentra la abadía de San Miguel . En su interior, la Cripta Imperial es el lugar de descanso de Napoleón III Bonaparte (1808-1873), emperador de los franceses; de su esposa, la española Eugenia de Montijo (1826-1920); y de su hijo, Napoleón Eugenio Luis Bonaparte, Príncipe Imperial. La Abadía albergó la Biblioteca Nacional Católica desde 2007 hasta que fue reubicada en la Biblioteca de la Universidad de Durham en 2015.

## Río Blackwater
El río Blackwater en la frontera de Hampshire / Surrey fue el lugar de la primera pelea internacional entre Tom Sayers y John C. Heenan , que tuvo lugar cerca de la ubicación del pub Ship Inn. 